# Bacchus (wit druivenras)

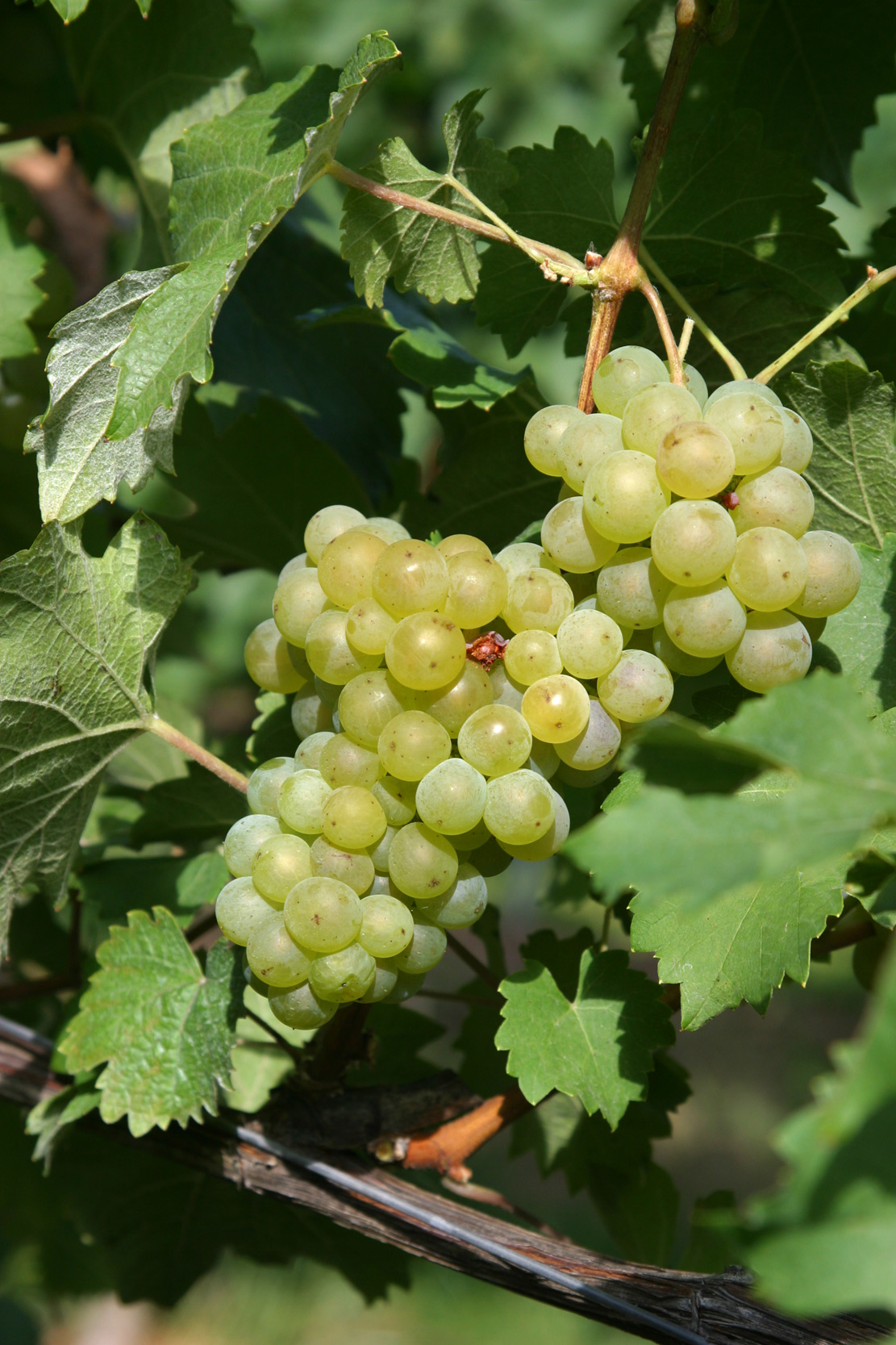
De druivensoort Bacchus.

Bacchus is een witte Duitse druivensoort, die ontstaan is uit een kruising van Sylvaner x Riesling en de Müller-Thurgau. 
De naam is ontleend van de Romeinse wijngod Bacchus.

## Geschiedenis
Deze druif is in 1933 ontstaan in de Duitse wijnstreek Palts door de - aan het Institut für Rebenzüchtung Geilweilerhof verbonden - druivenkweker Peter Morio. In 1972 is de druif als variëteit erkend.

## Kenmerken
Het is een gemakkelijke druif met een hoge productiviteit die niet veel eisen aan de omgeving stelt. Dit ras rijpt vroeg met een doorgaans hoog suikergehalte. Dit is van groot belang in koelere klimaten zoals in Duitsland en Engeland. Hoewel zeer aromatisch is het zuurgehalte echter vrij laag. Deze druif is gevoelig voor Botrytis.
Herkenbare aroma's zijn die van bloemen en gras.

## Gebieden
In Duitsland is 2000 hectare met deze variëteit beplant, vooral in de wijnstreken Rheinhessen, 
Franken , Nahe en de Palts.
Ook in Engeland wordt op 150 hectare Bacchus aangeplant. In het koelere klimaat aldaar is de zuurgraad wat hoger, waardoor de druif betere wijnen kan opleveren dan in Duitsland. Het is aldaar de 2de druif na de Chardonnay en een blend van beide druiven kan verrassende wijnen opleveren.
Japan heeft op het eiland Hokkaido 25 hectare met Bacchus aangeplant.

## Synoniemen[1]
- Bacchus Weiss
- Frühe Scheurebe
- Geilweilerhof 33-29-133.
- Weisser Bacchus